# Gun Zacharias
Gunhild Ester Zacharias, känd som Gun Zacharias, under en period Zacharias-Ragneborn, född 30 april 1927 i Hedvig Eleonora församling i Stockholm, död 21 februari 2012 i S:t Görans församling i Stockholm, var en svensk socialarbetare och författare.

## Bakgrund
Gun Zacharias var dotter till läkaren Josef Zacharias och Märtha Asch, syster till skådespelaren Sissi Kaiser, systerdotter till bankiren Olof Aschberg och kusin till skådespelaren John Zacharias. 

## Yrkesliv
Zacharias engagerade sig i arbetet mot främlingsfientlighet och rasism redan på 1940-talet. Hon var utbildad socionom och hade en tjänst som flyktingkonsulent på Socialstyrelsen. Gun Zacharias var en av de första som verkade för romernas sak i Sverige. Läkaren Nils Bejerot och hon var ett radarpar i kampen mot droger i huvudstaden. Hon gav också ut böcker i dessa ämnen. 2010 tilldelades Zacharias Centrum mot rasism-priset.
1956 medverkade Zacharias som manusförfattare för filmen Flamman respektive regiassistent för kortfilmen Statens Järnvägar; 1976 hade hon en mindre roll i filmen Polare.

## Familj
Gun Zacharias var 1947–1952 gift med företagsledaren Bertil Onne (1914–2004) och 1956–1961 med skådespelaren och regissören Arne Ragneborn (1926–1978). Hon fick döttrarna Petita Onne 1947 och Ann Zacharias 1956.